# 大代村
大代村（おおしろむら）は、島根県邇摩郡にあった村。現在の大田市大代町各町および邑智郡川本町大字北佐木にあたる。

## 地理
- 山岳：大江高山
- 河川：大家川

## 歴史
- 1947年（昭和22年）11月15日 - 大家村・八代村が合併して発足。
- 1955年（昭和30年）4月1日 - 邑智郡川本町・川下村・三原村・三谷村と合併し、改めて邑智郡川本町が発足。同日大代村廃止。
- 1957年（昭和32年）12月31日 - 川本町のうち旧村域の一部（大字新屋・大家本郷）が大田市に編入。
- 1958年（昭和33年）11月1日 - 川本町のうち旧村域の一部（大字北佐木の一部）が大田市に編入。